# كمبوني
دانييل كومبوني (15 مارس 1831 - 10 أكتوبر 1881) كان أسقفًا كاثوليكيًا إيطاليًا خدم في الإرساليات في إفريقيا وكان مؤسسًا لعدد من المؤسسات التبشيرية في أفريقيا درس كومبوني تحت قيادة نيكولا ماتزا في فيرونا حيث تعلم عدة لغات وفي عام 1849 تعهد بالانضمام إلى البعثات في القارة الأفريقية على الرغم من أن هذا لم يحدث حتى عام 1857 عندما سافر إلى السودان. واصل السفر ذهابًا وإيابًا من مهمته إلى موطنه الأصلي من أجل تأسيس رعاياه والاهتمام بأمور أخرى، وعاد في عام 1870 لحضور أول مجمع للفاتيكان في روما حتى إغلاقه السابق لأوانه بسبب الصراع.
حاول كومبوني لفت الانتباه في جميع أنحاء أوروبا إلى محنة الأشخاص الذين يعيشون في المناطق الفقيرة المنكوبة في القارة الأفريقية، ومن عام 1865 حتى منتصف عام 1865 سافر عبر أوروبا إلى أماكن مثل لندن وباريس لجمع الأموال لمشروع بدأ يعتني به. للفقراء والمرضى. وقد تعززت مهمته إلى إفريقيا بتعيينه أسقفًا في عام 1877 لأنه سمح له بمزيد من الحرية في إنشاء فروع من رهبته في الخرطوم والقاهرة من بين مواقع أخرى.
تم تطويب كومبوني في كاتدرائية القديس بطرس في 17 مارس 1996 وتم تقديسه في 5 أكتوبر 2003.

## نشأته
ولددانييل كومبوني في 15 مارس 1831 في ليمون سول جاردا في بريشيا لأبناء البستانيين الفقراء (الذين يعملون لحساب مالك محلي) لويجي كومبوني ودومينيكا بيس وكان الرابع بين ثمانية أبناء؛ و كان الطفل الوحيد الذي بقي على قيد الحياة حتى سن الرشد. في ذلك الوقت كانت ليمون تحت سلطة الإمبراطورية النمساوية المجرية.
في سن الثانية عشرة، أرسل إلى المدرسة في فيرونا في 20 فبراير 1843 في المعهد الديني في فيرونا، الذي أسسه نيكولا ماتزا. هناك أنهى دراسته في الطب واللغات (تعلم الفرنسية والإنجليزية والعربية) واستعد ليصبح كاهنًا. في 6 يناير 1849، تعهد بالانضمام إلى البعثات الإفريقية، وهي الرغبة التي راودها منذ عام 1846 بعد أن قرأ عن الشهداء اليابانيين. في 31 ديسمبر 1854 في ترينتو تلقى رسامته في الكهنوت من أسقف ترينت يوهان نيبوموك فون تسكيدير زو جليفهايم . قام القديس دانيال كومبوني برحلة حج إلى الأرض المقدسة في الفترة من 29 سبتمبر إلى 14 أكتوبر 1855. في عام 1857 - بمباركة والدته - غادر إلى إفريقيا مع خمسة مبشرين آخرين، كانوا أيضًا طلابًا سابقين عند ماتزا. أعطته والدته بركة وقالت له: "اذهب يا دانيال ، وليباركك الرب". غادر في 8 سبتمبر 1857 مع جيوفاني بيلترام ، أليساندرو دال بوسكو، فرانشيسكو أوليبوني، أنجيلو ميلوتو وإيسيدورو زيلي الذين ينحدرون من أوديني.

## عمله التبشيري
بعد أربعة أشهر، في 8 يناير 1858 وصل الخرطوم في السودان. كانت مهمته تحرير الأولاد والبنات المستعبدين. كانت هناك صعوبات بما في ذلك المناخ الذي لا يطاق والمرض فضلا عن وفاة العديد من زملائه المبشرين؛ هذا، بالإضافة إلى الظروف السيئة والمتروكة التي واجهها السكان، جعلت الوضع أكثر صعوبة. لقد كتب لوالديه عن الظروف والصعوبات التي واجهتها المجموعة ولكنهم ظلوا قادرين على حلها. شهد وفاة أحد رفاقه وبدلاً من ردعه ظل مصمماً على الاستمرار وكتب: "او نيجريزيا او مورت!" (ترجمة: "إما أفريقيا أو الموت" ). بحلول نهاية عام 1859 توفي ثلاثة من الخمسة وكان اثنان في القاهرة حيث مرض كومبوني نفسه. كان كومبوني في محيطه الجديد من عام 1858 حتى 15 يناير 1859 عندما أُجبر على العودة إلى فيرونا بسبب نوبة من الملاريا. عمل استاذا في معهد ماتزا من عام 1861 حتى عام 1864. سرعان ما وضع استراتيجيات جديدة للمهمات أثناء عودته إلى موطنه الأصلي عام 1864. زار قبر القديس بطرس في روما في 15 سبتمبر 1864 وكان أثناء تأمله قبل القبر توصل إلى فكرة "خطة لإعادة إحياء إفريقيا" والتي كانت عبارة عن مشروع يحمل شعار "أنقذ إفريقيا عبر إفريقيا". بعد أربعة أيام، في 19 سبتمبر، التقى بالبابا بيوس التاسع لمناقشة مشروعه.
أراد كومبوني أن تكون القارة الأوروبية والكنيسة العالمية أكثر اهتمامًا بالقارة الأفريقية. أجرى نداءات في جميع أنحاء أوروبا من ديسمبر 1864 إلى يونيو 1865 من أجل المساعدة الروحية والمادية للبعثات الأفريقية من الناس بما في ذلك العائلات الملكية وكذلك الأساقفة والنبلاء. سافر بموجب تأشيرة قنصلية نمساوية، سافر إلى فرنسا وإسبانيا قبل التوجه شمالًا إلى إنجلترا ثم الانطلاق إلى ألمانيا والنمسا. أصبحت "جمعية كولونيا" الإنسانية الداعم الرئيسي لعمله. في هذا الوقت تقريبًا أطلق مجلة - كانت الأولى في وطنه تتعمق في المهام ، حيث تم تصميمها لتكون مجلة حصرية لأولئك الموجودين في البعثات.
أسس معهدًا للذكور في 1 يونيو 1867 وواحدًا للنساء في عام 1872 في فيرونا: في 1 يناير 1872. «معهد من اجل إرساليات أفريقيا الوسطى». سنة 1872 أسسا كمبونى رهبانية «الراهبات بي مادرى ديلا نجريتسيا» أي أمهات الرحمة للسود أو النيجروز عدل الاسم لاحقا إلى «راهبات كمبونى للتبشير» في 7 مايو 1867، كان لديه لقاء مع البابا بيوس التاسع وأحضر معه اثنتي عشرة فتاة أفريقية لمقابلة البابا بينما في أواخر عام 1867 افتتح فرعين للطائفة في القاهرة. كان كومبوني أول من أدخل النساء في هذا النوع من العمل في إفريقيا وأسس بعثات جديدة في الأبيض ودلين ومدن سودانية أخرى. كان كومبوني على دراية باللغة العربية وتحدث أيضًا بعدة لهجات أفريقية ( الدينكا والباري والنوبة) بالإضافة إلى ست لغات أوروبية. في 2 أبريل 1868 تم تقليده وسام فارس إيطاليا لكنه رفض ذلك بإخلاص لبيوس التاسع . في 7 يوليو 1868 غادر إلى فرنسا حيث زار ضريح لا ساليت في 26 يوليو قبل أن يتوجه إلى ألمانيا والنمسا. في 20 فبراير 1869 غادر مرسيليا إلى القاهرة حيث افتتح منزلًا ثالثًا في 15 مارس.
من بين رفقاء كومبوني الأوائل خلال سنواته الأولى في إفريقيا كانت كاتارينا زينب، وهي من قبيلة الدينكا التي استمرت في الخدمة كمبشرة في الخرطوم في وقت لاحق من حياتها.

## الموت
في 27 نوفمبر 1880 سافر إلى البعثات في السودان من نابولي للمرة الثامنة والأخيرة للعمل ضد تجارة الرقيق، وعلى الرغم من مرضه ، تمكن من الوصول إلى الخرطوم في 9 أغسطس في الصيف وقام برحلة إلى جبال النوبة . - في 10 أكتوبر 1881 ، توفي بالخرطوم أثناء تفشي وباء الكوليرا الساعة 10:00 مساءً. كان يعاني من حمى شديدة منذ 5 أكتوبر / تشرين الأول. تم الإبلاغ عن كلماته الأخيرة: "أنا أموت ، لكن عملي لن يموت". ونعى البابا لاوون الثالث عشر فقدان الأسقف ووصفه بأنه "خسارة كبيرة".

## تقديسه
سنة 1927 عرض على المراقبين اللاهوتيين طلب إعلان قداسته وسنة 1943 فحصت النصوص واعتمدت سنة 1953 سنة وفي1989 تحديدا في 7 أكتوبر قدم إلى جمعية القديسين ردا وثيقا على الاستجواب المتعلق بفضائله وبتأسيسه رهبنة مبشري كمبونى. في 12 أكتوبر 1993 جدد اللاهوتيون تأييدهم الكامل وشرعية رسالة كمبونى واعترفوا بفضائله وعرضوا بيانا مفصلا للبابا يوحنا بولس الثاني. في 9 يونيو 1994 اقر المجلس الطبي أولى معجزات الشفاء لإحدى السيدات البرازيليات وأعلنت محكمة علماء اللاهوت بان الشفاء كان اعجازيا وهو بشفاعة دانيال كمبونى. في 25 أكتوبر 1995 أعلن تطويب دانيال كمبونى في 20 ديسمبر 2002 جرت معجزة الشفاء الثانية لسيدة سودانية وأيضا اعترف بها المجلس وأقر بأنها معجزة لان السيدة صلت من اجل شفائها وطلبت شفاعة كمبونى. يوم الأحد 5 أكتوبر 2003 أعلن البابا يوحنا بولس الثاني قداسة دانيال كمبونى.

## إرثه

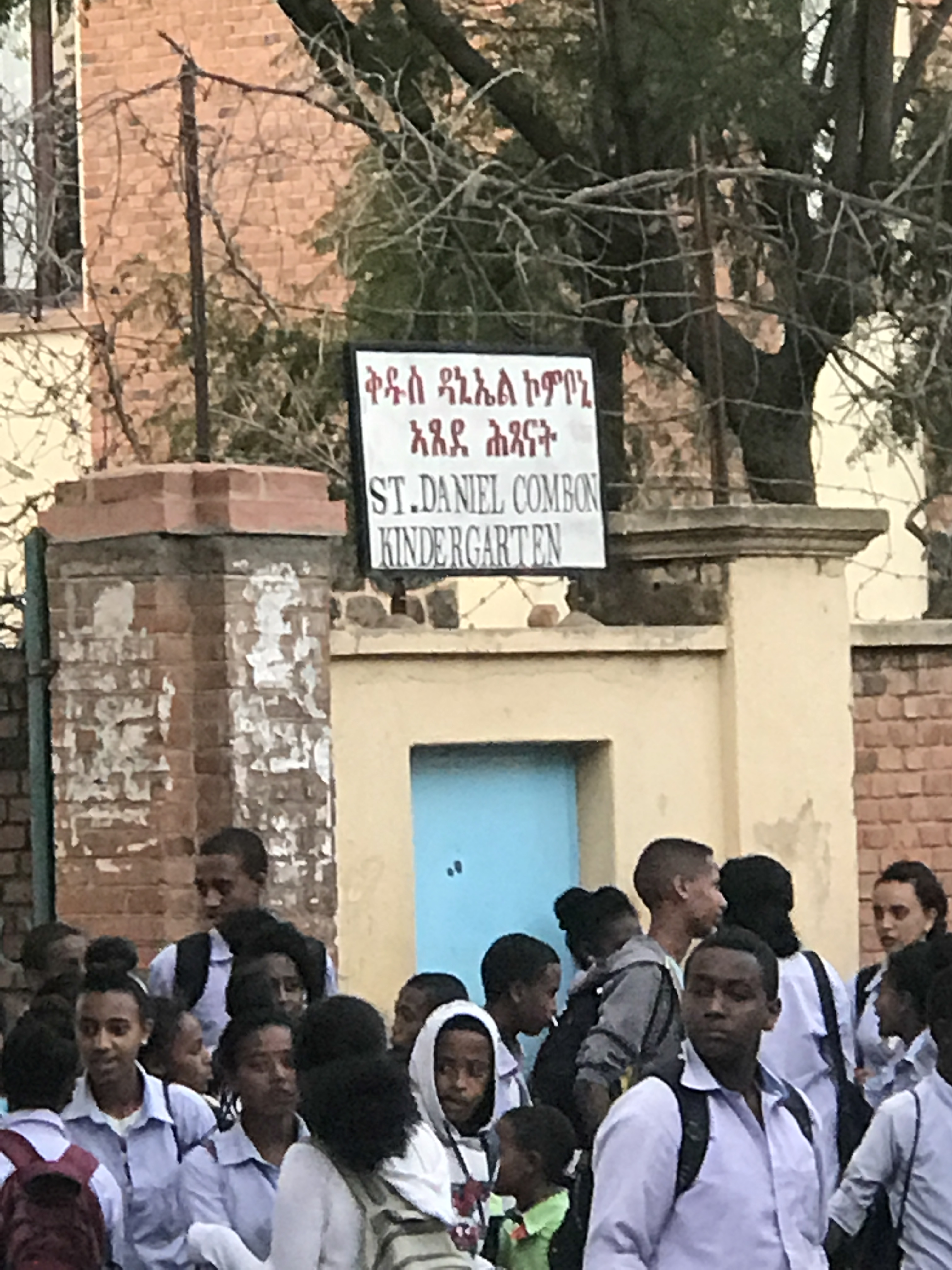
روضة القديس دانيال كومبوني في إريتريا.

اليوم توجد في العالم 162 جماعة من الرهبانية الكومبونية. بجانب الرهبان والراهبات والكهنة تأسست جمعية العلمانيات باسم «مرسلات كومبونى العلمانيات» سنة 1950 في مصر يوجد رهبانية المرسلين الكومبونيان لقلب يسوع (الآباء الكمبونيان) وقد وصلوا إلى مصر سنة 1857 وكذلك راهبات الكمبونيات في مصر بييه مادرى ديلا نجريتسيا-أو الراهبات المرسلات الكمبونيات وكن قد وصلن إلى مصر سنة 1877.